# L'isola delle foche
L'isola delle foche è un documentario naturalistico del 1948 prodotto da Walt Disney e Ben Sharpsteen e diretto da James Algar sulla vita delle foche. Primo episodio della serie La natura e le sue meraviglie (True-Life Adventures). Ha vinto il premio Oscar nel 1949 come miglior documentario.

## Riconoscimenti
- Oscar 1949
  - Miglior documentario (Walt Disney)